# У трамвају (приповетка)
У трамвају је приповетка српског писца Стевана Сремца, настала за време његовог службовања у Београду у последњи годинама пишчевог живота, као једна од многих типичних портрета Србије на прелазу из 19 у 20. век.

## Услови у којима је настала приповетка
После ослобођења Србије од Османлија 1878. године и касније проглашења Краљевине Србије и њена престоница Београд доста брзоје мењала свој лик. Почиње нови, богатији и интензивнији живот Срба. Старе српске куће са доксатима, ћепенке и тесне сокаке замењују нова здања и широке улице, али се менталитет и начин живота његових грађана споро мења, који су се свакодневно борили против немаштине, за голи опстанак.
У том смислу проза Стевана Сремца пружа увид у друштвено-политичка, социјална, морално-ментална превирања тадашње Србије. Кроз низ приповедака међу којима је и приповетка У трамвају, сагледава се уметничка слика прилика у Србији, као исечак из једног једноставног, другачијег, сиромашног и отвореног живота малих људи, њихов однос према животу и друштву, менталитет, тешкоће са којима живе, личне судбине.

## Радња приповетке
Приповетка је једна изванредно жива сцена попут многих из реалног живота не само Београда већ и целе Краљевине Србије, у којој писац књижевним језиком осликава колективни портрет Србије свога времена...
...када је лакомислена сиротиња давала и последњи грош у нади да ће после неког времена хиљаде добити, и кад су грамзиви шпекуланти ударали у формалну трговину с људима као с еспапом неким, кад су почели да осигуравају бабе, и своје и туђе; кад су зетови постали нежнији и пажљивији према бабама својим; кад је дошло бабје време и бабама скочила цена, и оне постале као неки берзански артикал, и као наполеон скакале сваког дана...“  
У овој приповеци возећи се трамвајем два сапутника хвале све што није школовано и што је неписмено у Србији. Они се диве свим српским самоуким људима попут Карађорђа и Вука Караџића. Они ликују што је, ето у Србији један човек, као што је Дамјан пиљар постао министар финансија.
У таквој Србији је могуће да чиновник са лошим препорукама, („Политички мученик“), који је осуђен пошто је проневерио државни новац, затражи поново чиновнички посао када „његови“ буду дошли на власт. Јер, да у влади нису били његови политички противници он не би тако прошао: „нити бих ја био оптужен, нит петљан, нити осуђен,нити одлежао!“ и због тога, тражећи службу чиновника, он тражи да му се упишу у стаж и две године проведене у затвору. На то писац даје следећи коментар... 
„За Србе, изгледа, постаје правило „да мубаш оно вреди што није школовано, што је неписмено...Тај несрећни народ избаци понешто – па се све чудиш откуд га избаци!

## Критика
Према речима Милана Кашанина приповедач  у свом делу У трамвају указује на... једну од оних похвала људске глупости какве у Срба, које  нико није умео тако добро описати као Стеван Сремац 